# Diócesis de Yopougon
La diócesis de Yopougon (en latín: Dioecesis Yopugonensis y en francés: Diocèse de Yopougon) es una circunscripción eclesiástica de la Iglesia católica en Costa de Marfil. Se trata de una diócesis latina, sufragánea de la arquidiócesis de Abiyán. Desde el 28 de noviembre de 2015 su obispo es Jean Salomon Lezoutié.

## Territorio y organización
La diócesis tiene 13 011 km² y extiende su jurisdicción sobre los fieles católicos de rito latino residentes en la comuna de Yopougon del distrito autónomo de Abiyán y en los departamentos de Dabou, Jacqueville (ambos en la región de Grands-Ponts) y Sikensi (en la región de Agnéby-Tiassa) del distrito de Lagunes.
La sede de la diócesis se encuentra en la comuna de Yopougon en la ciudad de Abiyán, en donde se halla la Catedral de San Andrés.
En 2022 en la diócesis existían 63 parroquias.

## Historia
La diócesis fue erigida el 8 de junio de 1982 mediante la bula Quam invisimus del papa Juan Pablo II, obteniendo el territorio de la arquidiócesis de Abiyán.
El 14 de octubre de 2006 cedió una parte de su territorio para la erección de la diócesis de Agboville mediante la bula Vigili cum cura del papa Benedicto XVI.

## Estadísticas
Según el Anuario Pontificio 2023 la diócesis tenía a fines de 2022 un total de 1 137 000 fieles bautizados.
| Año                                                                             | Población            | Población | Población      | Sacerdotes | Sacerdotes    | Sacerdotes    | Bautizados por sacerdote | Diáconos permanentes | Religiosos | Religiosos | Parroquias |
| Año                                                                             | Bautizados católicos | Total     | % de católicos | Total      | Clero secular | Clero regular | Bautizados por sacerdote | Diáconos permanentes | Varones    | Mujeres    | Parroquias |
| ------------------------------------------------------------------------------- | -------------------- | --------- | -------------- | ---------- | ------------- | ------------- | ------------------------ | -------------------- | ---------- | ---------- | ---------- |
| 1990                                                                            | 232 065              | 1 381 931 | 16.8           | 39         | 29            | 10            | 5950                     |                      | 47         | 53         | 21         |
| 1999                                                                            | 533 148              | 5 260 881 | 10.1           | 83         | 55            | 28            | 6423                     | 2                    | 44         | 72         | 28         |
| 2000                                                                            | 533 148              | 5 260 881 | 10.1           | 94         | 66            | 28            | 5671                     | 2                    | 73         | 72         | 30         |
| 2001                                                                            | 600 332              | 1 965 847 | 30.5           | 129        | 101           | 28            | 4653                     | 2                    | 75         | 72         | 33         |
| 2002                                                                            | 900 332              | 3 352 256 | 26.9           | 120        | 95            | 25            | 7502                     | 2                    | 46         | 89         | 36         |
| 2003                                                                            | 903 185              | 3 462 000 | 26.1           | 153        | 139           | 14            | 5903                     | 2                    | 34         | 63         | 37         |
| 2004                                                                            | 914 002              | 5 313 489 | 17.2           | 156        | 138           | 18            | 5858                     | 2                    | 43         | 57         | 40         |
| 2006                                                                            | 500 000              | 2 199 744 | 22.7           | 136        | 116           | 20            | 3676                     | ?                    | ?          | 80         | 27         |
| 2010                                                                            | 613 000              | 2 776 000 | 22.1           | 151        | 126           | 25            | 4059                     | 2                    | 63         | 45         | 43         |
| 2014                                                                            | 950 000              | 2 000     | 47.5           | 203        | 152           | 51            | 4679                     | 2                    | 109        | 84         | 51         |
| 2017                                                                            | 1 019 780            | 2 146 250 | 47.5           | 173        | 150           | 23            | 5894                     | 2                    | 70         | 137        | 55         |
| 2020                                                                            | 1 085 335            | 2 284 220 | 47.5           | 198        | 175           | 23            | 5481                     | 2                    | 53         | 100        | 54         |
| 2022                                                                            | 1 137 000            | 2 395 000 | 47.5           | 186        | 163           | 23            | 6112                     | 1                    | 53         | 100        | 63         |
| Fuente: Catholic-Hierarchy, que a su vez toma los datos del Anuario Pontificio. |                      |           |                |            |               |               |                          |                      |            |            |            |

## Episcopologio
- Laurent Akran Mandjo † (8 de junio de 1982-28 de noviembre de 2015 retirado)
- Jean Salomon Lezoutié, por sucesión el 28 de noviembre de 2015